# Paracorupella
Paracorupella is een kevergeslacht uit de familie van de boktorren (Cerambycidae). De wetenschappelijke naam van het geslacht werd voor het eerst geldig gepubliceerd in 2009 door Martins & Galileo.

## Soorten
Paracorupella is monotypisch en omvat slechts de volgende soort:
- Paracorupella pallida Martins & Galileo, 2009